# P・T・バーナム
フィニアス・テイラー・バーナム（Phineas Taylor Barnum、1810年7月5日 - 1891年4月7日）は、アメリカ合衆国の興行師。その愉快な「ホラ話」(hoax)と、サーカス（後のリングリング・ブラザーズ・アンド・バーナム・アンド・ベイリー・サーカス）の設立で知られる。

## キャリア初期
コネチカット州ベサルが出生地。宿屋、仕立て屋、店主であるフィロ・バーナム（1778年 - 1826年）とフィロの2番目の妻アイリーン・テイラーの息子として生まれ、雑貨店、書籍競売業、不動産投機、州全体の宝くじネットワークなど、いくつかの事業を経営していた。
。1831年にコネチカット州ベセルで『ヘラルド・オブ・フリーダム』という週刊新聞を創刊。地元教会の長老たちに対する彼の社説は名誉毀損訴訟と起訴につながり、2か月間投獄された。その際に助けを求めたLFWアンドリュース牧師と共同で『自由の使者』と『福音の証人』という新聞を発行。彼らは1年後の1833年10月に共同経営を解消し、その後バーナムは新聞の発行をコネチカット州隣のダンベリーに移した。
1834年11月、バーナムは『ヘラルド・オブ・フリーダム』を160号発行した後、義理の兄弟であるジョン・W・アマーマンにその経営権を譲り、アマーマンはコネチカット州ノーウォークでさらに1年間同紙を発行した。アマーマンが同紙をジョージ・テイラー氏に売却したことにより、バーナム家と『ヘラルド・オブ・フリーダム』とのつながりは終わった。
バーナムは1834年に店を売却。ニューヨーク市へ移住。1835年にジョージ・ワシントンの元乳母で161歳との評判があった盲目の黒人奴隷のジョイス・ヘスを雇い、興行師としての仕事を始めた。バーナムは、このヘスが160歳を超えた老婆というのは実はペテン（原文：humbag）であり、実際にはゴムで作られ触るとクジラのヒゲのゼンマイの力で動くオートマタ（自動人形）なのだといった凝った宣伝を行い、アメリカにおける巡業を成功させる。
なお、ニューヨークでは奴隷制度はすでに違法であったが、バーナムは法律の抜け穴を利用して、ヘスを1年間1,000ドルで借り、さらに500ドルを借りて買い取っている。バーナムはヘスを1日10時間から12時間働かせた。ヘスが1836年2月に亡くなると、バーナムは、ニューヨークの公会堂でヘスが自動人形であるかを確かめる遺体解剖の興行を主催し、観客から1人50セントを取ったが、解剖後、執刀医はヘスは（もちろん人間で）その年齢は80歳を超えていないだろうとした。バーナム自身が「ペテン師のプリンス（原文：Prince of Humbugs）」と呼ばれるようになる 。バーナム自身は、自分もヘスの年齢詐称に騙されたのだと主張した。次いで、アジアで作られたと思われる細工物を用いて、これを『フィジーの人魚』と称して興行した。

## ショーマンとして
バーナムは、最初のバラエティ劇団であるバーナムズ・グランド・サイエンティフィック・アンド・ミュージカル・シアターで、成功と失敗が入り混じった年を過ごした後、1837年恐慌と3年間の困難な状況に見舞われた。
1841年にマンハッタンのブロードウェイとニューヨーク市にあった「スカダーのアメリカ博物館」を買い取り、見世物を見せる興行場に改装して「バーナムのアメリカ博物館」 (Barnum's American Museum) と名付けオープンした。
1842年には「親指トム将軍」 (General Tom Thumb) ことチャールズ・ストラットンの見世物で大当たりをとった。4歳のストラットンを11歳の親指トム将軍として登場させ、ストラットンはヘラクレスやナポレオンなどの有名人の真似をするように教えられた。
インディアンのダンス団「フー・フム・ミー」を作って彼らに伝統的なダンスを踊らせ、これも評判となった。その他、髭のある女性など、特殊な肉体的特徴のある人々に姿をさらしてもらうことで興行を行った。バーナムは十分な報酬を支払ったともされ、例えばストラットンは初期にバーナムが資金に窮したとき、資金を逆に出したこともあったといい、また、バーナムの興行に参加した結合双生児のチャン&エン・ブンカー兄弟はかなりの資産を築き、プランテーションを買い取って経営、普通に結婚したことが知られている。
1844年から1845年にかけては「親指トム将軍」を連れてヨーロッパ巡業を行ない、ヴィクトリア女王にも面会した。このイベントは、ロシア皇帝を含むヨーロッパ各地の王族との訪問の扉を開き、バーナムはオートマタやその他の機械仕掛けの驚異を含んだ多くの新しいアトラクションを獲得した。この間、彼は芸術家レンブラント・ピールのフィラデルフィア美術館（米国初の大規模美術館）やボルチモア美術館など他の美術館も購入。1846年後半までに、バーナムのアメリカ博物館は年間40万人の来場者を集めていた。
霊と交信できるというフォックス姉妹の交霊会の興行を担当し、心霊主義のブームの端緒となった。
バーナムは、トム将軍とのヨーロッパツアー中に、「スウェーデンのナイチンゲール」と称されたスウェーデンの女性歌手・ジェニー・リンドの人気に気がつく。リンドのキャリアがヨーロッパで絶頂期にあった頃だった。音楽の才能がなかったバーナムはリンドの歌声を聞いたことがなかったが、経費はすべてバーナムが負担する形で、アメリカで150夜、1晩1,000ドルで歌う機会を彼女に提供した。
リンドは前払いの出演料を要求し、バーナムは同意。彼女は出演料を慈善団体のための基金集めに使い、主にスウェーデンの貧しい子供たちのための学校に寄付した。バーナムはリンドに支払うために自分の邸宅と博物館を担保に多額の借金をした。それでも資金が足りなかったバーナムは、フィラデルフィアの牧師に「リンドがアメリカの道徳に良い影響を与えるだろう」と説得し、最後の6,000ドルを貸りる。また、契約ではリンドには60回または100回の公演後にツアーから撤退する選択肢が与えられており、撤退した場合はバーナムに5万ドルが支払われることとなっていた。
1850年9月から巡業を開始。リンドはアメリカ到着前から有名人であり、埠頭では約4万人、ホテルではさらに2万人がリンドを出迎え、グッズも売れた。リンドはツアーで稼げる金額の大きさに気づき、新しい契約を要求。バーナムは1850年9月3日にその契約に署名した。この契約により、リンドには当初の料金に加え、バーナムの5,500ドルの運営費を差し引いた各コンサートの利益の残りが支払われることとなった。リンドは慈善事業のためにできるだけ多くのお金を集めることを決意した。ツアーは1850年9月11日のキャッスル・ガーデンでのコンサートで始まった。コンサートは大成功で、バーナムは投資額の4倍を回収した。ワシントン・アーヴィングは「彼女は、女性の偉大な慣習によって世界が脅かされているすべての悪を、一人で打ち消すのに十分だ。だから、ジェニー・リンドを救ってください！」と宣言した。 彼女のコンサートのチケットは需要が高く、バーナムはチケットをオークションで売り、それによる大衆の熱狂は「リンド・マニア」という言葉をマスコミが作ったほどだった。バーナムのチケットオークションの露骨な商業主義はリンドを困惑させ、彼女はバーナムを説得し、かなりの数のチケットを割引価格で予約させた。
ツアー中、バーナムは26人ものジャーナリストを雇い、常にリンドの到着に先行して宣伝が行われ、熱狂を生み出した。ニューヨークの後、劇団は東海岸をツアーして成功を収め続け、後に南部諸州とキューバを巡業した。1851年初頭までに、リンドはバーナムのツアーに対する執拗な宣伝に不快感を覚え、契約上の権利を行使して彼との関係を断った。彼らは友好的に別れ、リンドは自身のマネージメントでほぼ1年間ツアーを続けた。リンドはバーナムのために米国で93回のコンサートを行い、約35万ドルを稼ぎ、バーナムは少なくとも50万ドル、2024年の1889万8000ドルに相当する利益を得た。
バーナムは次に、俗悪な事業と広くみなされていた劇場に対する一般の人々の考え方を変えようとした。彼は劇場が立派な中流階級の娯楽として、啓蒙と喜びの殿堂となることを望んだ。バーナムはニューヨーク市で最大かつ最も近代的な劇場を建設し、それを『モラル・レクチャー・ルーム』と名付けた。バーナムは、この劇場がいかがわしい意味合いを避け、家族連れの観客を集め、市の道徳的改革者たちの承認を得られることを期待した。彼は家族連れを奨励し、犯罪への恐怖を軽減するために、国内初の劇場の昼公演を開始した。
劇場は『酔いどれ、あるいは救われた者』で幕を開けた。バーナムはヨーロッパから帰国後、禁酒主義者になっていた。これはアメリカの禁酒劇の最初のものの一つであり、アメリカン・ミュージアムで100回以上上演され、1858年にT・S・アーサーの『バールームでの10夜』に追い抜かれるまで最も人気のある劇であり続けた
その後、彼はメロドラマ、喜劇、歴史劇を高名な俳優たちによって上演した。彼はシェイクスピア劇や『アンクル・トムの小屋』などの他の作品を編集し、家族連れの観客にとってより受け入れやすいものにした。
バーナムはフラワーショー、美人コンテスト、ドッグショー、鶏のコンテストを企画したが、最も人気があったのは赤ちゃんコンテストだった。1853年に彼はイラスト入りの週刊新聞『イラストレイテッド・ニュース』を創刊した。1年後には自伝を完成させ、何度も改訂を重ねながら100万部以上を売り上げた。マーク・トウェインはこの本を気に入ったが、ブリティッシュ・エグザミナー紙は「下品」で「不快」だと考え、「嫌悪感しか感じない」「これを編集した哀れな男に対して心から同情する。」と書いた。
1850年代初頭、バーナムはコネチカット州イーストブリッジポートの開発に投資し始めた。ジェローム・クロック・カンパニーに多額の融資を行い、バーナムの新しい工業地帯への移転を誘ったが、同社は 1856年に倒産し、バーナムの財産も失われた。これが4年間の訴訟と世間の屈辱の始まりとなった。ラルフ・ワルド・エマーソンはバーナムの没落は「神々が再び姿を現した」ことを示していると述べ、他の批評家たちはバーナムの社会的ジレンマを称賛した。しかし、単独でツアーを行っていたトム将軍がバーナムに協力を申し出、2人は再びヨーロッパツアーを行った。バーナムは講演ツアーも開始し、主に禁酒運動の講演を行った。1860年までにバーナムは借金から立ち直り、リンデンクロフトと名付けた邸宅を建て、博物館の所有権を取り戻した。
バーナムはアメリカ初の水族館を創設し、博物館の蝋人形部門を拡大した。彼の「セブン・グランド・サロン」は古代世界の七不思議を展示した。コレクションは4つの建物に拡大し、彼は85万点の「珍品」を収蔵する博物館ガイドブックを出版した。
1860年後半、シャム双生児の チャンとエングが引退から復帰し、バーナムの博物館に6週間登場した。また1860年、バーナムはジップ・ザ・ピンヘッドを紹介した。ジップはバーナムが作った謎の言語を話す小頭症の黒人男性である。1862年、バーナムは巨人のアンナ・スワンと小人のコモドール・ナットを発見した。これは新しい親指トムであり、バーナムは彼らとともにホワイトハウスにてエイブラハム・リンカーン大統領を訪問した。
南北戦争中、バーナムの博物館は戦争の気晴らしを求める大勢の観客を集めた。彼は北軍を支持する展示、講演、演劇を追加し、大義への献身を示した。彼は1864年に北軍のスパイを務めた女優、ポーリン・クッシュマンを雇い、南軍の背後での「スリリングな冒険」について講演させた。バーナムの北軍支持は、1864年に南軍支持者による放火を引き起こした。バーナムのアメリカ博物館は 1865年7月13日、原因不明の火災で全焼した。バーナムはニューヨーク市の別の場所に博物館を再建したが、これも1868年3月の火災で焼失した。2度目の損失は大きすぎたため、バーナムは博物館事業から引退した。

## サーカス
バーナムは60歳になるまでサーカス業界には入っていなかった。1870年にウィスコンシン州デラバンにウィリアム・キャメロン・クーペと共に『P.T.バーナムのグランド移動博物館、動物園、キャラバン＆ヒッポドローム』を設立した。これは動物園、そして「フリーク」の博物館であり、1871年にはこれを見世物だけではなく、サーカスやリサイタルなどと組み合わせた「地上最高のショー」（The Greatest Show on Earth）に発展させて、国内巡業を始めた。バーナムはサーカスの規模が巨大化、業界初の興行列車を始め、これは他のサーカス興行主も採用するようになっていき、そのためバーナムは「ロードショー」式興行の先駆者であり、大規模サーカスの創始者ともみられている。バーナムは新聞による広報を活用、その多くが地方紙であるアメリカの新聞にとってもニューヨークで話題のショーの情報は格好のネタであった。バーナムは、専属広報担当者を雇って巡業先に先行させ、記者に無料招待券を渡して紹介記事を書かせる、主要都市の新聞に告知広告を出す、派手な興行列車で到着し市内をパレードするといった、今日みられる手法を考案、駆使した。
1881年にはジェームズ・アンソニー・ベイリーが経営していた「クーパー・アンド・ベイリー・サーカス」と合併。「P.T.バーナムの移動万国博覧会、グレート・ローマ・ヒッポドローム、地球上で最も偉大なショー」や「P.T.バーナムの地球上で最も偉大なショー、そしてグレート・ロンドン・サーカス、サンガーのロイヤル・ブリティッシュ・メナジェリー、そしてグランド・インターナショナル・アライド・ショーズ・ユナイテッド」など様々な名前が付けられた。が、すぐに「バーナム＆ベイリーズ」に短縮された。これは3つのリングを展示した最初のサーカスだった。
ショーの最初の目玉は、バーナムが1882年にロンドン動物園から購入したアフリカゾウのジャンボだった。バーナム&ベイリーズでは、アクロバット、見世物小屋、トム将軍など、今までの彼の巡業と同様の演目があった。バーナムは、さらなる火事、列車事故、その他の挫折にも関わらず、日々の運営を担当するサーカスの専門家たちの助けも受けサーカスを成長させ続けた。1884年5月には、バーナムは建設されたばかりのブルックリン橋の堅牢性を証明するため、ジャンボと他の20頭の象、そして17頭のラクダをパレードさせ、サーカスの宣伝効果を高めた。バーナムとベイリーは1885年に袂を分かったが、1888年に「バーナム & ベイリー地上最大のショー」、後のバーナム&ベイリーサーカスで再び合流し、世界を巡業。
バーナムの死後、1907年にサーカスはリングリング兄弟に売却されリングリング・ブラザーズ・アンド・バーナム・アンド・ベイリー・サーカスとなり、2017年まで興行を続けた。
バーナムは、ベイリーや他のビジネスパートナーの提案により、サーカスを列車で移動させた最初のサーカス所有者の一人であり、おそらく自分の列車を所有した最初の人物でもある。彼は、その革新的で印象的なアイデアから「広告界のシェイクスピア」として知られるようになった。

## 作家として
バーナムは『P.T.バーナムの生涯』（1855年）、 『世界の詐欺師たち』（1865年）、『闘争と勝利』（1869年）、『森とジャングル、あるいは地球上のあらゆる場所でのスリリングな冒険』、『金儲けの技術』（1880年）など、いくつかの本を執筆した。
バーナムはしばしば「ペテン師の王子」と呼ばれ、宣伝材料でいたずら（または「ペテン師」）をする芸能人や商人は、見返りに大衆が価値を得られるのであれば正当化されると考えていた。しかし、詐欺で金を儲ける人々、特に当時人気のあった心霊術師の霊能者を軽蔑していた。詐欺罪で有名な「心霊写真家」ウィリアム・H・マムラーの裁判では証言し、霊能者が遺族を騙すために使うトリックを暴露した。『ペテン師の王子』の中で、バーナムは死者と交信できる能力があることを証明できる霊能者に500ドル（2024年の10,271ドルに相当）を支払うとしていた。

## 政治活動
バーナムは政治の世界にも深く関わっており、彼は主に、南北戦争前の時代の人種、奴隷制度、地域主義に焦点を当てていた。彼は奴隷制度を支持する1854年のカンザス・ネブラスカ法に反対し、奴隷制度を支持していた民主党を離党して、新しい反奴隷制度の共和党に入党した。
バーナムは「政治は私にとって常に不快なものだった」と主張したが、1865年にフェアフィールドを代表する共和党員としてコネチカット州議会に選出された
。彼はアメリカ合衆国憲法修正第13条の批准の際に、「神が創造し、キリストがそのために死なれた人間の魂を軽視すべきではない」「それは中国人、トルコ人、アラブ人、ホッテントット人の体に住むかもしれないが、それでも不滅の精神である。」と述べた。彼は南部に住んでいた頃に奴隷を所有していたことを認め、「私は奴隷を鞭打った。私自身もこのことで千回鞭打たれるべきだった。しかし、私は民主党員だった。南部の理念を持つ北部の男である、目立たない民主党員の一人だった。」と語った。
バーナムはコネチカット州議会の次の4回の会期に選出され、上院議員オリス・S・フェリーの後任となった。彼は1879年の法律の立法提案者であり、その法律では「妊娠を防ぐ目的でのあらゆる薬物、医薬品、器具の使用」を禁止し、避妊の補助者としての行為を犯罪とした。この法律は1965年に米国最高裁判所のグリスウォルド対コネチカット州裁判(グリスウォルド判決)で覆されるまでコネチカット州で有効であった。
バーナムは1867年に米国議会に立候補したが、従兄弟のウィリアム・ヘンリー・バーナムに敗れた。1875年、コネチカット州ブリッジポートの市長に就任し、水道の改善、街頭ガス灯の導入、酒類および売春に関する法律の施行に尽力した。(ただし、飲酒と売春の撲滅を掲げながらも、当時自身の所有する物件が売春宿となっており、それを知らなかったとは思えないとの指摘がされている。)
1878年に設立されたブリッジポート病院の創設に尽力し、初代院長となった。

## 慈善活動
バーナムは、自らが公に「利益のある慈善活動」と称するものを楽しんでいた。「コネチカット州ブリッジポート市を改善し美化し、近隣住民の喜びと繁栄に貢献することで、利益を得ることができれば、『善行』への動機はそうでない場合の2倍になるだろう」と語っている。彼はタフツ大学の設立前に理事会に任命された。彼は大学にいくつかの重要な寄付を行った。その中には、後の1883年にバーナム自然史博物館として知られることになる博物館と自然史学部のホールを設立するために5万ドル（2024年時点で168万7321ドル相当）を寄付したことも含まれる。タフツ大学は、ジャンボ・ザ・エレファントを学校のマスコットにした。タフツ大学の学生はジャンボと呼ばれている。

## 個人の生と死
1829年11月8日、バーナムはチャリティ・ハレットと結婚し、キャロライン・コーネリア（1833年 - 1911年）、ヘレン・マリア（1840年 - 1915年）、フランシス・イレーナ（1842年 - 1844年）、ポーリン・テイラー（1846年 - 1877年）の4人の子供をもうけた。妻は1873年11月19日に亡くなった。1874年、バーナムは親友のジョン・フィッシュの娘でバーナムより40歳年下のナンシー・フィッシュと結婚した。 
バーナムは死ぬ直前にイブニング・サンに死亡記事を掲載してもらい、自分で読んでみようとした。1891年4月7日、バーナムはその日の興行収入について尋ね、数時間後に自宅で脳卒中により亡くなった。80歳だった。
バーナムが亡くなったとき、批評家たちは彼の慈善活動を称賛し、彼をアメリカ精神と創意工夫の象徴と呼んだ。
バーナムはコネチカット州ブリッジポートのマウンテングローブ墓地に埋葬されているが、この墓地は彼が設計したものである。
アメリカ合衆国造幣局は1936年にブリッジポート市100周年を記念して、表面にバーナムの肖像を描いたコインを発行した。 ブリッジポート出身の漫画家ウォルト・ケリーは、自身の漫画「ポゴ」の中でバーナムにちなんでキャラクターに名前を付けた。 ブリッジポートでは1949年以来、数週間にわたるバーナム祭が毎年開催されている
。ベセル歴史協会はバーナム生誕200周年を記念して、地元住民のデイビッド・ジェズアルディに等身大の彫刻を依頼し、2010年9月に公立図書館の外に設置した。
1883年、バーナムはチャールズ・E・トゥーカー(Charles E. Tooker),と共同でブリッジポート・アンド・ポート・ジェファーソン蒸気船会社(Bridgeport & Port Jefferson Ferry)を設立し、現在もニューヨーク州ポート・ジェファーソンとブリッジポートの間のロングアイランド湾で操業を続けている。同社は3隻の船を所有・運航しており、そのうち1隻はMV PTバーナムと名付けられている
。ブリッジポートのバーナム博物館には彼の珍品や珍奇な品々が数多く収蔵されている。
1999年にLIFE誌が選んだ「この1000年で最も重要な功績を残した世界の人物100人」で22人のアメリカ人の一人に選ばれている。

## その他
ディズニー・ピクサーの1998年公開の長編アニメーション映画『バグズ・ライフ』に登場するサーカス団の団長「P・T・フリー」はバーナムをモチーフに作られたキャラクターである。

バーナムは「バーナム効果」として、社会心理学の分野にその名を残している。バーナム効果とは、「多くの人に当てはまることを言われているにもかかわらず、これは自分のことを指している、と勘違いさせる心理的効果」のことで、米国の神学者ポール・ミールが、「We’ve got something for everyone(私たちには何か共通なものがある)」というバーナムが述べた言葉から名づけたものである。

## 著作
- The Humbugs of the World （1865年）
- Struggles and Triumphs （1869年）
- 自伝（初版1854年、その他1869年の版）

## 関連書籍
- スティーヴン・ミルハウザー『バーナム博物館』短編小説集、同題の短編収録

## 映画
- 『曲芸団  (The Mighty Barnum) 』（1934年、アメリカ作品） - 主演：ウォーレス・ビアリー
- 『ああ月旅行（英語版）  (Jules Verne's Rocket to the Moon) 』（1967年、アメリカ作品） - 主演：バール・アイヴス
- 『バーナム/観客を発明した男 (Barnum) 』（1986年、アメリカ作品） - バーナムの伝記映画。主演：バート・ランカスター
- 『グレイテスト・ショーマン』（2017年、アメリカ作品） - バーナムのミュージカル版伝記映画。主演：ヒュー・ジャックマン